# الميكرودنسيتوميتر

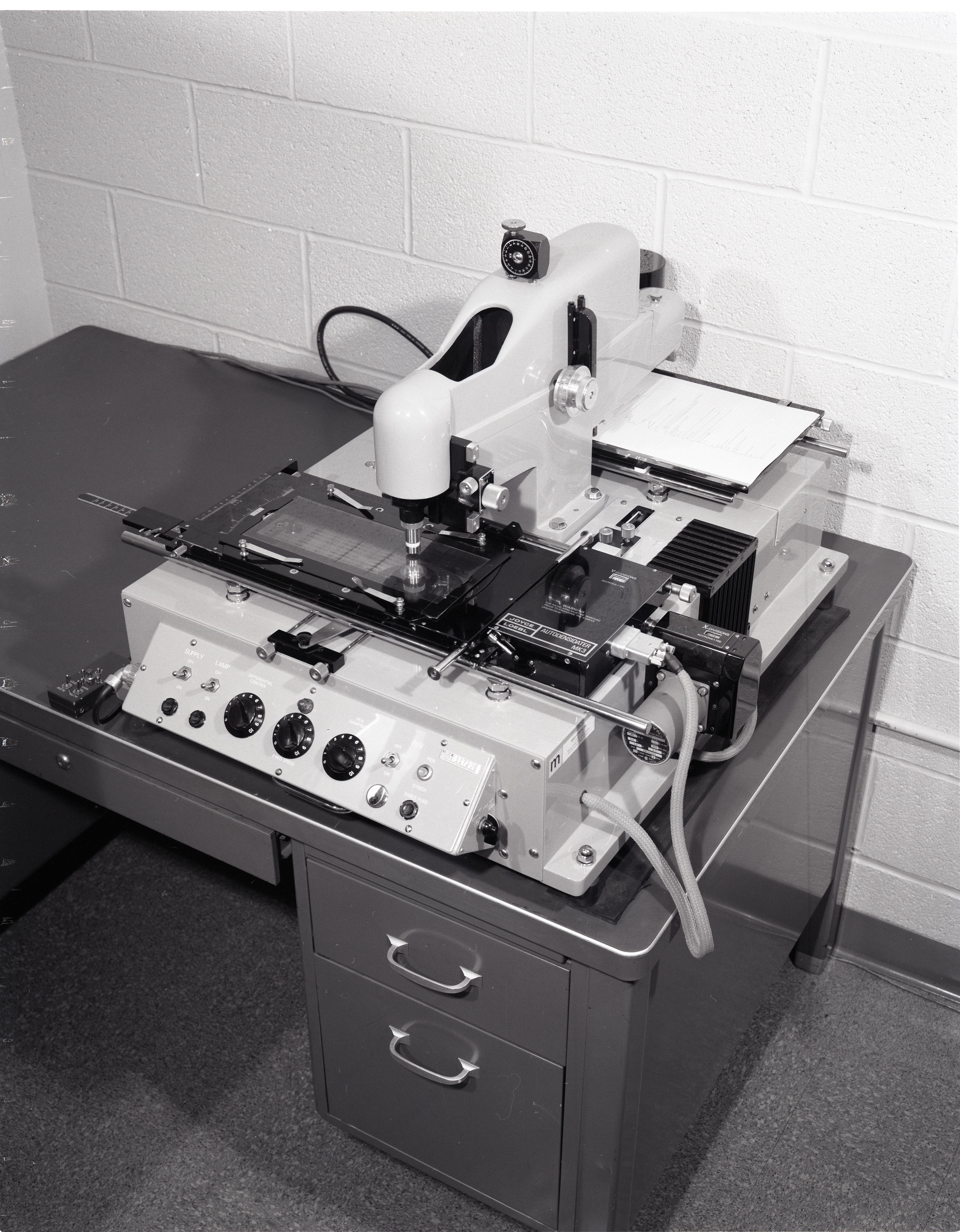

الميكرودنسيتوميتر (بالإنجليزية: Microdensitometer)‏ هو جهاز يُستخدم لقياس الكثافة البصرية في النطاق المجهري. يُعد الجهاز المعروف في صناعة التصوير الفوتوغرافي باسم جهاز قياس الحبيبات أو آلة الحبيبات مثالًا بارزًا على ذلك. تتضمن عملية قياس الحبيبات استخدام فتحة بصرية يتراوح قطرها بين 10 و50 ميكرومترًا، وتسجيل آلاف القراءات للكثافة البصرية. يُعرف الانحراف المعياري لهذه السلسلة من القياسات بمصطلح "الحبيبات"، ويتم تطبيقه على سطح النقل المقاس أو الأفلام البصرية أو الأفلام الفوتوغرافية بشكل خاص